# Războiul stelelor: Războiul clonelor (serial din 2003)
Războiul stelelor: Războiul clonelor (engleză: Star Wars: Clone Wars) este un serial de televiziune american de animație dezvoltat și regizat de Genndy Tartakovsky și produs de Lucasfilm și Cartoon Network Studios pentru Cartoon Network. Parte a universului Războiul stelelor, specific între filmele trilogiei prequel Războiul stelelor - Episodul II: Atacul clonelor și Războiul stelelor - Episodul III: Răzbunarea Sith, este printre primele dintr-o mulțime de lucrări care să exploreze Războiul clonelor. Serialul urmărește acțiunile numeroaselor personaje din trilogia prequel, cel mai notabil Jedi și soldații clone, în războiul lor împotriva armatelor de drone ale Confederației de Sisteme Independente și Sith.
Serialul a fost difuzat pe Cartoon Network pentru trei sezoane conținând 25 de episoade laolaltă între 7 noiembrie 2003 și 25 martie 2005, și a fost primul serial Războiul stelelor de la Ewoks (1985–1986). Primele două sezoane, lansate pe DVD ca "Volumul I", au fost produse în episoade de câte 2–3 minute, iar al treilea sezon, lansat pe DVD ca "Volumul II", a fost produs în episoade de câte 12–15 minute. Cele două volume au fost lansate pe DVD de către 20th Century Fox Home Entertainment. De la lansarea sa, serialul a fost primit cu laude și a câștigat premii multiple, inclusiv Premiul Emmy Primetime pentru un Remarcabil Program Animat pentru ambele volume. Succesul său a condus la realizarea unui serial 3D de jumătate de oră, Războiul clonelor, în 2008. Serialul este disponibil de urmărit pe Disney+.

## Episoade
| Sezonul | Sezonul | Episoade | Episoade | Premiera TV      | Premiera TV       | Sezoane DVD data lansării | Sezoane DVD data lansării |
| Sezonul | Sezonul | Episoade | Episoade | Prima transmisie | Ultima transmisie | Regiunea 1                | Regiunea 2                |
| ------- | ------- | -------- | -------- | ---------------- | ----------------- | ------------------------- | ------------------------- |
|         | 1       | 10       | 10       | 7 noiembrie 2003 | 20 noiembrie 2003 | Martie 22, 2005           | Mai 9, 2005               |
|         | 2       | 10       | 10       | 26 martie 2004   | 8 aprilie 2004    | Martie 22, 2005           | Mai 9, 2005               |
|         | 3       | 5        | 5        | 22 martie 2005   | 26 martie 2005    | Decembrie 6, 2005         | Decembrie 5, 2005         |

### Sezonul 1 (2003)
Primul sezon a constat din 10 episoade de 3 minute fiecare.
Împreună cu sezonul 2, a fost lansat pe DVD ca Volume one (volumul unu) 
| Nr. în serial | Nr. în sezon | Titlu        | Data difuzării    | Cod de producție |
| --- | ------------ | ------------ | ----------------- | ---------------- |
| 1 | 1            | „Chapter1”   | 7 noiembrie 2003  | 101              |
| La patru luni după bătălia de pe Geonosis, Războiul Clonelor se dezlănțuie în galaxie. Lui Obi-Wan Kenobi îi este dată sarcina de a conduce asaltul pe Muunilinst în timp ce Anakin Skywalker primește comanda asupra forțelor spațiale. Anakin își ia rămas bun de la nevasta lui secretă, senatoarea Padmé Amidala. |              |              |                   |                  |
| 2 | 2            | „Chapter 2”  | 10 noiembrie 2003 | 103              |
| ARC Trooperii lui Obi-Wan Kenobi sunt puși la pământ în capitala Muunilinstului, în momentul în care începe asaltul pe planeta clanului bancar intergalactic. |              |              |                   |                  |
| 3 | 3            | „Chapter 3”  | 11 noiembrie 2003 | 102              |
| Străpunși de focurile inamice droide, ARC trooperii trebuie să utilizeze antrenamentul lor specialist pentru a-și atinge ținta. |              |              |                   |                  |
| 4 | 4            | „Chapter 4”  | 12 noiembrie 2003 | 107              |
| Odată cu bătălia de pe Muunilinst dezlănțuindu-se în spațiu precum și pe uscat, San Hill îi ordonă lui Durge și droizilor lui IG-lancer să apere orașul. |              |              |                   |                  |
| 5 | 5            | „Chapter 5”  | 13 noiembrie 2003 | 104              |
| Pe Mon Calamari, Kit Fisto și Scuba Trooperii lui apără consiliul Calamari împotriva armatei Manta droizilor sub fighters din liga separatiștilor Quarren. Cavaleri Mon Calmari călărind giganți Keelkanas aprovizionează forțele Republicii cu întăriri.                                                             |              |              |                   |                  |
| 6 | 6            | „Chapter 6”  | 14 noiembrie 2003 | 105              |
| Contele Dooku sosește pe Rattatak ca să asiste la "Cazan". Asajj Ventress învinge fiecare oponent în arenă și pretinde a fi un sith. |              |              |                   |                  |
| 7 | 7            | „Chapter 7”  | 17 noiembrie 2003 | 108              |
| Dooku o supune pe Asajj Ventress unui test cu sabia laser înainte de a trimite-o să îl găsească și să-l elimine pe Anakin Skywalker. |              |              |                   |                  |
| 8 | 8            | „Chapter 8”  | 18 noiembrie 2003 | 106              |
| Generalul Kenobi și trooperi lui încalecă speeder bike-uri pentru al lua pe Durge și forțele droide de pe Clanul Bancar Intergalactic. |              |              |                   |                  |
| 9 | 9            | „Chapter 9”  | 19 noiembrie 2003 | 110              |
| Generalul Kenobi și ARC Trooperii capturează sediile Clanului Bancar dar Durge rămâne să în urmărire, manifestând puteri de regenerare aproape de neoprit. |              |              |                   |                  |
| 10 | 10           | „Chapter 10” | 20 noiembrie 2003 | 109              |
| Anakin se dovedește a fi cel mai bun Star Fighter din galaxie luptânduse cu luptători Geonesiani deasupra Muunilinst-ului. |              |              |                   |                  |

### Sezonul 2 (2004)
Al doilea sezon a constat din 10 episode de 3 minute fiecare.
Împreună cu sezonul 1 a fost lansat le DVD ca Volume one (volumul unu)